# 7e compagnie de commandement et de transmissions blindée
Pour les articles homonymes, voir 7e compagnie.
La 7e compagnie de commandement et de transmissions blindée est l'héritière de la 457e compagnie légère de transmissions de la 7e division légère blindée, puis de la 7e compagnie de transmissions divisionnaire de la 7e division blindée.

## Historique de la7ecompagniede commandement et de transmissions
La 7e compagnie de commandement et de transmissions a pris ses structures et son appellation définitive le 1er juillet 1999 à la création de la  7e brigade blindée. Implantée au quartier Joffre où elle partage ses locaux avec le 19e régiment du génie, la 7e CCT est la compagnie de transmissions et de soutien de l'état-major de la 7e brigade blindée. Le 5 juillet 2023 la  7e compagnie de commandement et de transmissions passe a un niveau supérieur et devient la  7e compagnie de commandement et de transmissions blindée, la 7e CCTB.

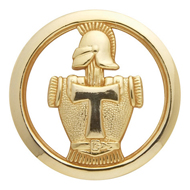
Insigne de béret des transmissions.